# Григоре, Андрея
Андрея Григоре (рум. Andreea Florentina Grigore, род. 11 апреля 1991) — румынская спортивная гимнастка. На Олимпийских играх 2008 года в Пекине в составе команды Румынии стала бронзовой призёркой (в командном первенстве). Ранее на Чемпионате мира 2007 года также завоевала бронзу в командном первенстве. До этого была успешной гимнасткой-юниоркой — в частности, на юниорском Чемпионате Европы 2006 года завоевала 3 серебряных медали: в команде, на ковре и на бревне.